# DLL-ад
DLL-ад е състояние, при което важни (или не чак толкова) библиотеки, чието връщане в изходно състояние обикновено изисква преинсталация на продукта, поради невъзможност да бъдат открити в интернет, биват замествани от проблемни версии, при което не са запазени резервни копия. Под проблемни версии да се разбира такива, които нямат необходимите функции, при което програми, които използват функция в по-нова версия на библиотеката дават грешки.